# Záluží (Kotovice)
Záluží je malá vesnice, část obce Kotovice v okrese Plzeň-jih v Plzeňském kraji. Nachází se jeden kilometr severozápadně od Kotovic. Je zde evidováno 26 adres. V roce 2011 zde trvale žilo 88 obyvatel.
Záluží je také název katastrálního území o rozloze 5,99 km². V katastrálním území Záluží leží i Kotovice a Nový.

## Historie
První písemná zmínka o vesnici pochází z roku 1272.

## Obyvatelstvo
| Rok            | 1869 | 1880 | 1890 | 1900 | 1910 | 1921 | 1930 | 1950 | 1961 | 1970 | 1980 | 1991 | 2001 | 2011 | 2021 |
| -------------- | ---- | ---- | ---- | ---- | ---- | ---- | ---- | ---- | ---- | ---- | ---- | ---- | ---- | ---- | ---- |
| Počet obyvatel | 115  | 136  | 143  | 151  | 197  | 191  | 197  | 115  | 158  | 86   | 81   | 65   | 58   | 88   | 65   |
| Počet domů     | 11   | 13   | 15   | 21   | 25   | 28   | 36   | 33   | 33   | 22   | 20   | 23   | 26   | 28   | 29   |

## Obecní správa
Při sčítání lidu v letech 1850–1959 Záluží bylo samostatnou obcí, se kterým patřilo nejprve do okresu Stříbro, ale v roce 1950 v okrese Stod. V letech 1960–1976 bylo částí obce Kotovice v okrese Plzeň-jih. Od 30. dubna 1976 do 31. srpna 1990 bylo částí města Stod v okrese Plzeň-jih. Od 1. září 1990 je opět částí obce Kotovice v okrese Plzeň-jih. V letech 1850–1959 k obci patřil Nový.

## Pamětihodnosti
- Zemědělský dvůr čp. 1 zvaný Gigant
- Památný strom Lípa u Gigantu (lípa velkolistá)

## Další fotografie

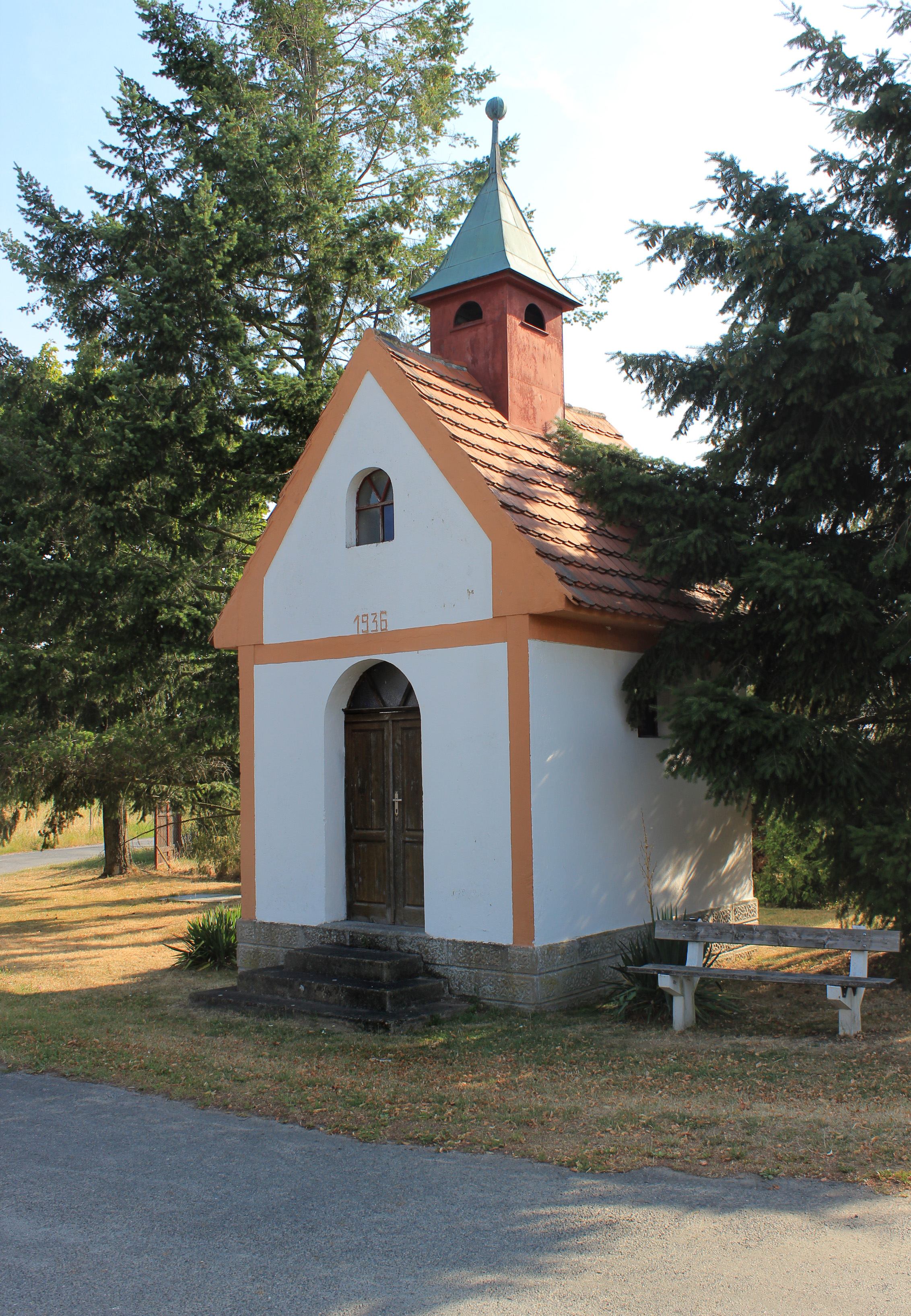
Kaple u návsi
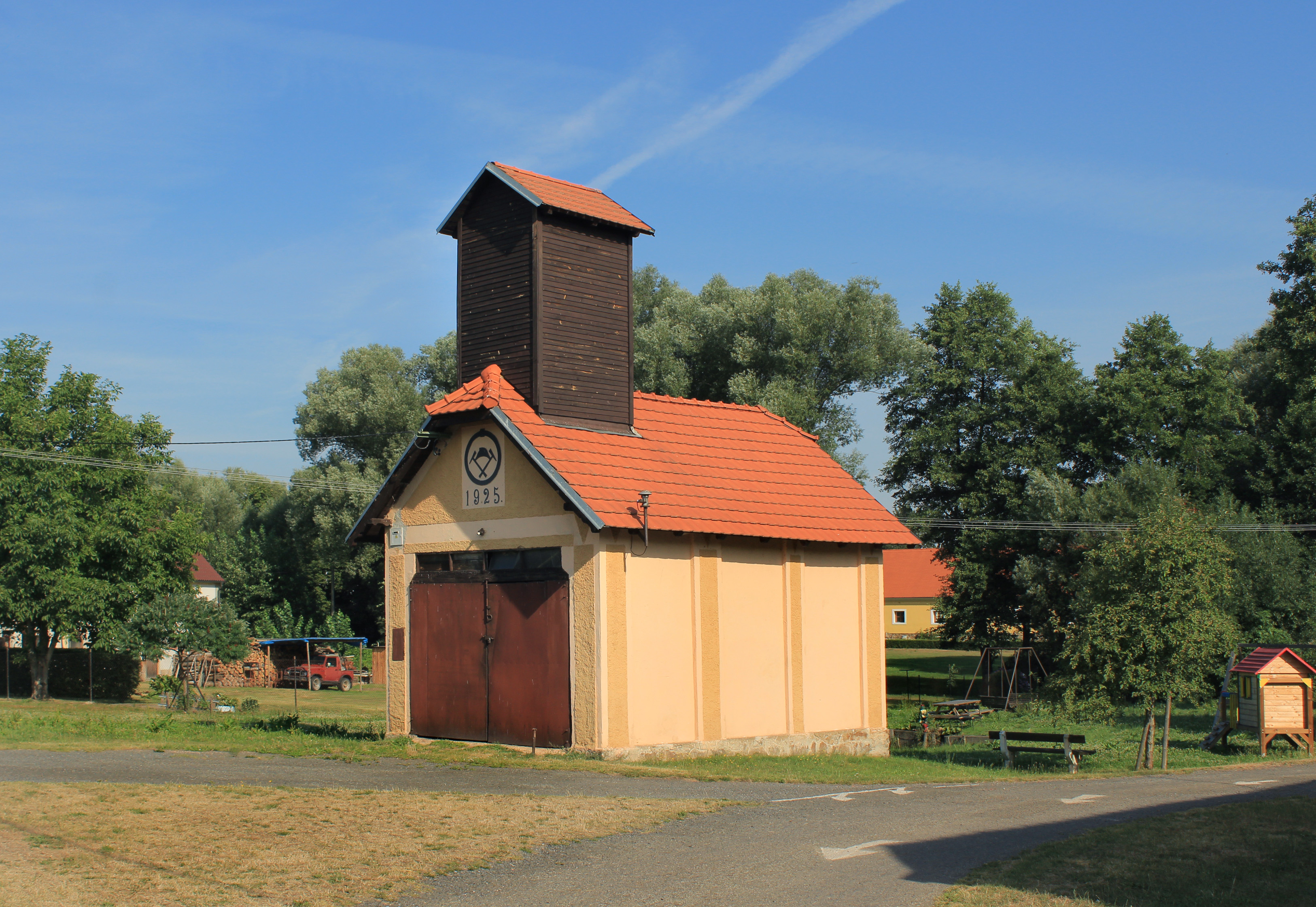
Bývalá hasičárna
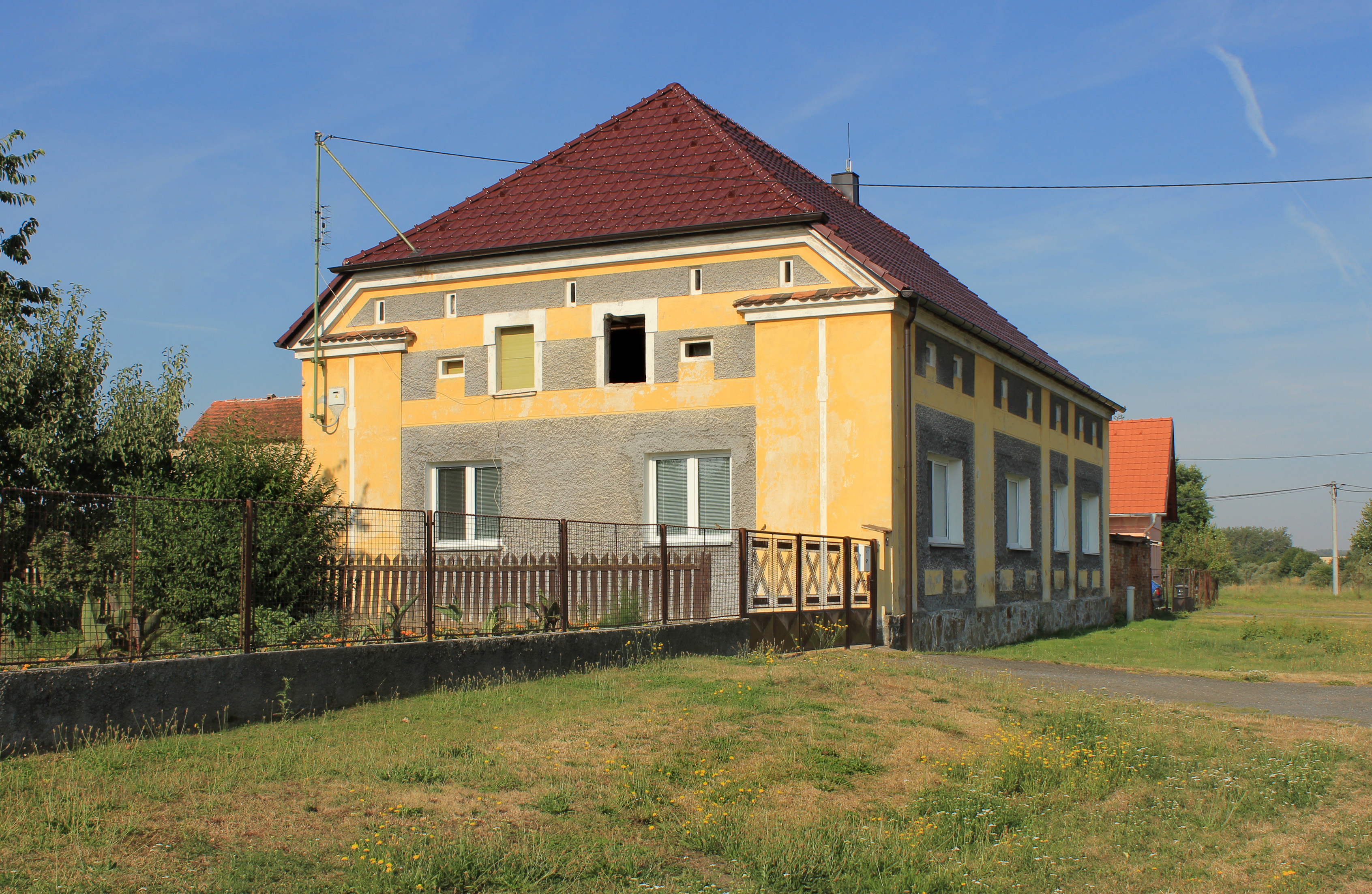
Dům čp. 40